# Aeonium decorum
Aeonium decorum, denominada decorum por su agradable presencia, es una especie de planta suculenta de la familia de las crasuláceas.

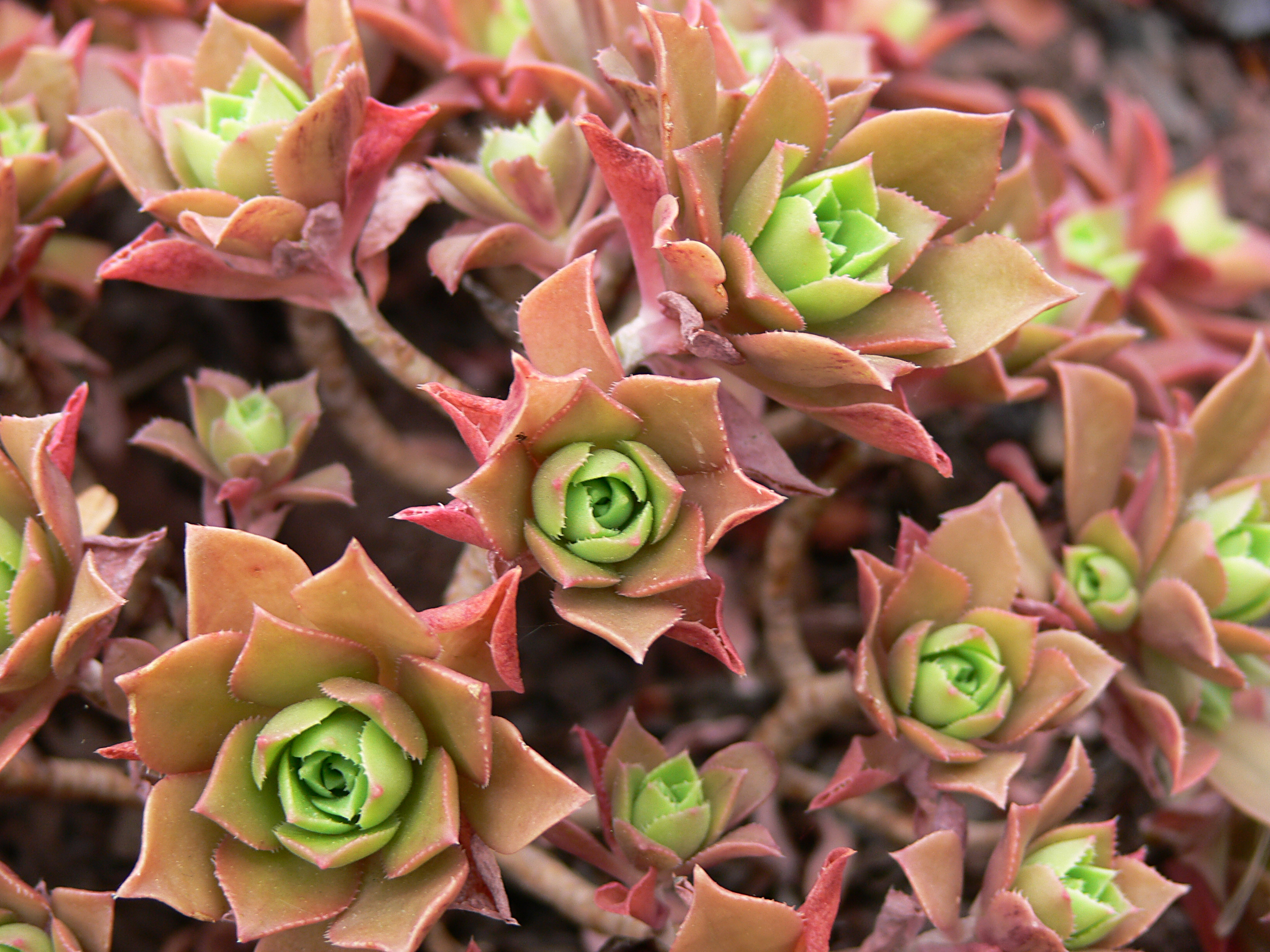
Detalle de las hojas.

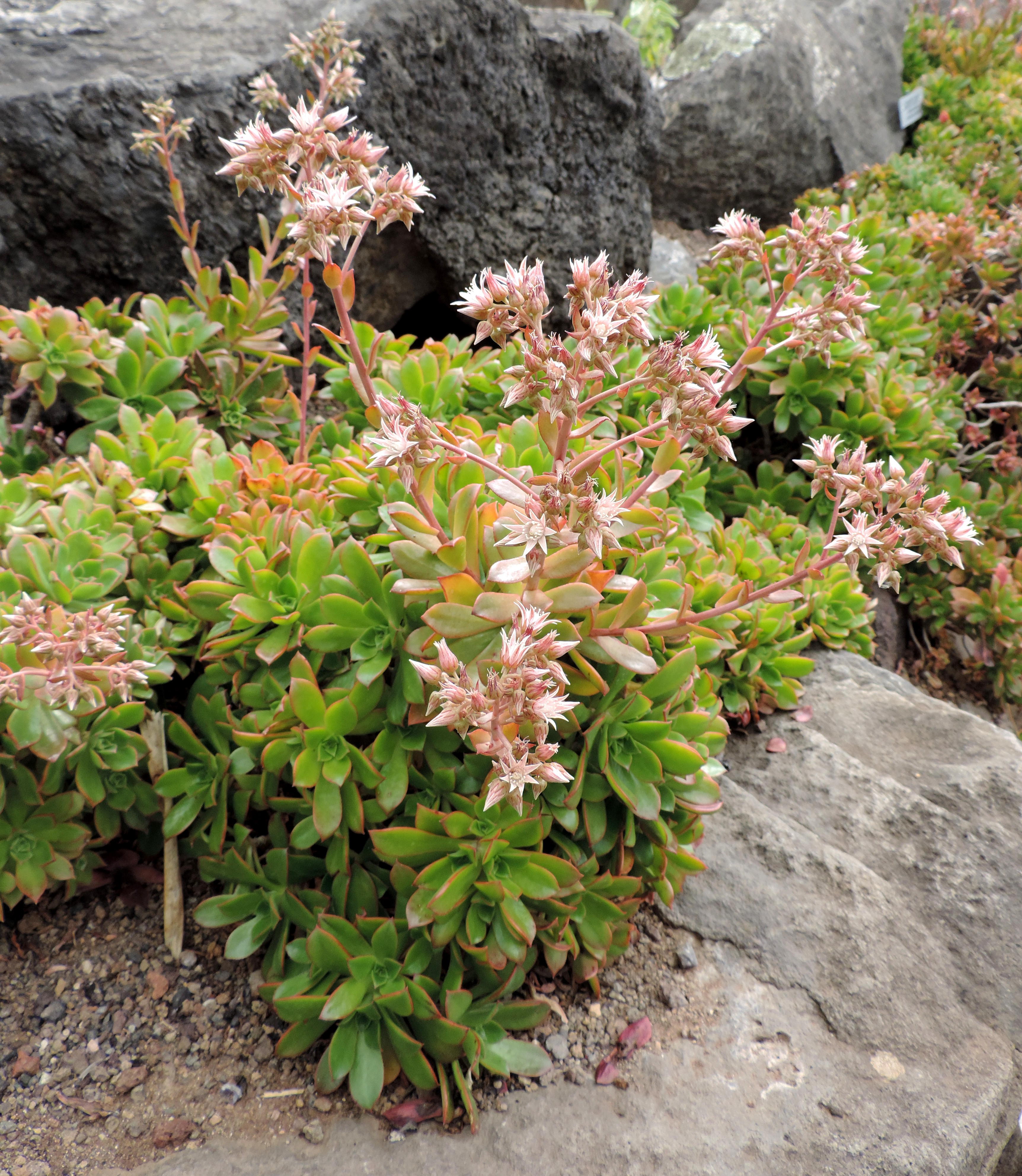
Vista de la planta.

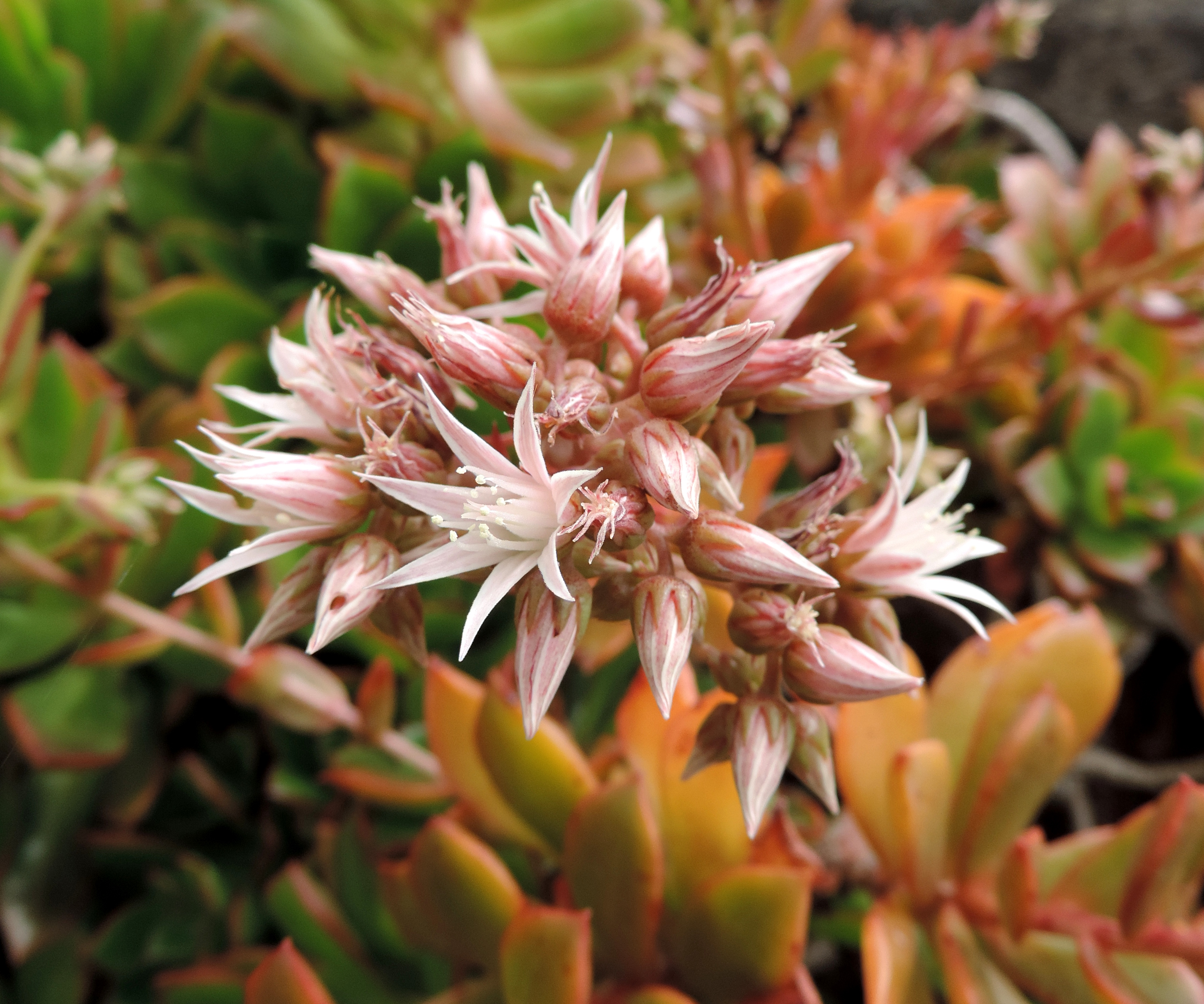
Flores.

## Descripción
Es un pequeño subarbusto glabro, multiramificado, de entre 1 y 2 pies tanto de alto como de ancho, formando un arbusto disperso. Posee tallos rugosos, marcados con cicatrices foliares contiguas, debajo, más o menos densamente vestidos con duras excrecencias blanquecinas patentes como escalones. Las hojas en rosetas laxas, verdes, suaves y brillantes, con los bordes rojos, a menudo mucho más teñido de rojo a plena exposición al sol, de forma oblanceolada –espatulada a obovada –espatuladas, acuminadas y mucronadas hacia el ápice, estrechada, pero ligeramente ahusadas hacia la base, aplastada en la superficie, francamente aquillada en el reverso. Miden entre 2,5 y 3 cm de largo por 1 a 1,5 cm de ancho, casi delgadas, con cortos cilios hialinos curvados como dientes.
Tallos florales delgados, erectos, de entre 1 pie y ½ de longitud, brillante púrpura-rosáceos, llegando a ser finamente glandular-pilosos en su parte superior, con hojas más pequeñas distantes, oblongas, disminuyendo. La inflorescencia es oblonga en su perfil, muy laxa, con entre 6 y 10 ramitas pubescentes, semierectas, que portan cada una de ellas 1 o 2 pares de brácteas, que son dicotómicas cerca del ápice, ramificados entre 2 y 4 terminaciones florales. Capullos cónicos, rosados.
Flores 6 a 8 partidas, campanuladas, cortamente cañeadas. Cáliz con forma de copa, pubescente, de color verde moteado de rojo, de entre 3 a 5 mm de largo, que se corta de la mitad hacia abajo en dientes acutados deltoides o lanceolados. Pétalos de unos 7 mm de long., lanceolados, acutados, rosados con los márgenes blancos o blancos con líneas rosadas, finamente ciliados en los bordes y nervios. 
Estambres de color blanco, entre 5 y 6,5 mm de long., filamentos blancos, aplastados, terminados en punta, pubescente con anteras blancas. 
Escalas cuadradas, ligeramente denticuladas, de 1 mm de ancho, 0,5 mm de long. Carpelos erectos, blancos, pubescentes, ovarios muy delgados, de 2 mm de long.; estilos erectos de 3 mm de long. teñidos de rosa. Florece en el hemisferio boreal entre abril y junio.
Una bonita planta es ex pulcherrimis generis totius (Bolle). Sobre las piedras cálidas en Gomera, su color rojo es muy conspicuo, si bien en nuestros climas esto sólo se queda en los bordes de las hojas. No es infrecuente en cultivo: fue introducida al Jardín Botánico de Berlín por Bolle en 1855.

## Distribución y hábitat
Se encuentra en las Islas Canarias en Gomera. Abundante en el Barranco de San Sebastián y en el adyacente Barranco de La Laja, donde crece en rocas y paredes, y también en algunas otras partes de la isla. Vive entre 100 y 300 m si bien Burchard lo ubica hasta un límite superior de 1000 m s. n. m.

## Observaciones
En crecimiento y apariencia general, esta planta recuerda al Aeonium castello-paivae y a Aeonium haworthii, si bien estas dos especies tienen anchas hojas glaucas,y no verdes ( ni rojizas en la exposición a pleno sol ) y son bastante estrechas; también las ramas jóvenes en ambas son lisas, mientras que en Aeonium son curiosamente rugosas debido a las fuertes protuberancias como escalones. Las flores de Aeonium decorum son rosas, mientras que las de Aeonium castello-paivae son blanco-verdosas, y en Aeonium haworthii son de color amarillo pálido matizadas de rosa, si bien el tinte rosa se desea en nuestros climas menos soleados.

## Taxonomía
Aeonium decorum fue descrita por  Webb & Berthel  y publicado en Bonplandia 7: 241. 1859.
Etimología
Ver: Aeonium
decorum: epíteto latino que significa "decorativo".
Basónimo
Aeonium decorum Webb (1793 - 1854). en  Bonplandia. Zeitschrift für die Gesammte Botanik. Officielles Organ der Kaiserl. Leopoldinisch-Carolinischen Akademie der Naturforscher. Hannover (1853 - 1862) 